# Jean-Baptiste d'Etcheverry
Pour les articles homonymes, voir Etcheverry.
Ne doit pas être confondu avec Jean-Baptiste Etcheverry.
Jean-Baptiste d'Etcheverry est un homme politique français né le 4 février 1742 à Béguios, actuellement dans les Pyrénées-Atlantiques, et mort le 29 décembre 1809 à Paris. Il fut député de La Réunion à la Convention nationale jusqu'à son terme le 26 octobre 1795.

## Sources
- « Jean-Baptiste d'Etcheverry », dans Adolphe Robert et Gaston Cougny, Dictionnaire des parlementaires français, Edgar Bourloton, 1889-1891 [détail de l’édition]